# Palazzo Lercari-Parodi
Il palazzo Lercari-Parodi, o palazzo Franco Lercari, è un edificio storico italiano, sito in via Garibaldi 3, nel centro storico di Genova. È uno dei Palazzi dei Rolli che furono designati, al tempo della Repubblica di Genova, a ospitare gli ospiti di alto rango durante le visite di stato per conto del governo genovese.
L'edificio è fra i 42 palazzi dei rolli selezionati e dichiarati Patrimonio dell'umanità dall'UNESCO il 13 luglio 2006.
Dal 1941 è sottoposto a vincolo di tutela da parte della soprintendenza.

## Storia
Fu fatto erigere a partire dal 1571 da Franco Lercari, facoltoso banchiere, che occupò la carica di governatore della Repubblica Genovese negli anni settanta del Cinquecento e fu committente anche di Villa Lercari a Sampierdarena e della Cappella Lercari nell'abside della Cattedrale di San Lorenzo. Nel 1586 Franco Lercari lasciò, con l'obbligo di assumere anche il cognome Lercari, tutto il suo patrimonio a Francesco Maria Imperiali di Francavilla. L'ultima discendente degli Imperiali Lercari fu Maria Luigia che sposando il marchese modenese Lodovico Coccapani, in seguito Coccapani Imperiali, portò il palazzo in dote. I discendenti Ercole e Lodovico Coccapani Imperiali nel 1845 lo vendettero al banchiere Bartolomeo Parodi, la cui famiglia ne è ancora proprietaria..

## Descrizione
Il palazzo, di cui non si conosce il progettista, si differenzia dagli edifici della Strada Nuova. La parte inferiore della facciata è decorata a bugnato a punta di diamante, mentre i piani superiori risultavano all'origine alleggeriti da una serie di logge aperte, poi chiuse da vetrate e murate all'inizio dell'Ottocento, come si vede dalle incisioni di Rubens nell'edizione dei Palazzi di Genova del 1652.
Sempre nella facciata ha particolare rilievo il portale retto da due telamoni con nasi mozzi, opera di Taddeo Carlone, che qui rievoca l'atroce leggenda di Megollo Lercari, antenato del committente, vendicatosi dei suoi nemici mutilandoli di nasi e orecchie.

### Primo Piano
Salendo al primo dei due piani nobili si trovano, nella loggia, entro due nicchie, i busti di Franco Lercari e della moglie Antonia De Marini opera di Taddeo Carlone, dell'imperatore Carlo V d'Asburgo e del re di Spagna Filippo II. La decorazione ad affresco, della fine del Cinquecento, è dovuta a Lazzaro Calvi, aiutato dal fratello Pantaleo, con ariosi paesaggi alle pareti e, nella volta, scene militari ispirate alla storia romanaː La Sfida tra Orazi e Curiazi, Curzio Rufo, Orazio Coclite. Altri salotti del primo piano sono affrescati dai calvi con Episodi Biblici. La sala di maggior pregio del primo piano è affrescata da Luca Cambiaso con le Storie di Niobe sulla volta.

### Secondo Piano
Nella loggia, della decorazione originaria sopravvive soltanto nella volta la Gigantomachia di Ottavio Semino, autore anche delle Storie bibliche di Re David, mentre le Storie Bibliche della Sala del Moltiplico Lercari sono dei Calvi.
Nella volta del salone del secondo piano nobile si trova un celebre capolavoro del manierismo genovese: l'affresco di Luca Cambiaso che raffigura L'impresa di Megollo Lercari della costruzione del fondaco dei genovesi a Trebisonda, ossia le costruzioni necessarie per condurre i commerci nella colonia genovese sul mar Nero. L'affresco, attorniato da Antenati illustri dei Lercari, vuole al tempo stesso ricordare la costruzione del palazzo Lercari in Strada Nuova, fornendo così un'idea dell'aspetto della via negli anni della sua apertura.

## Galleria d'immagini

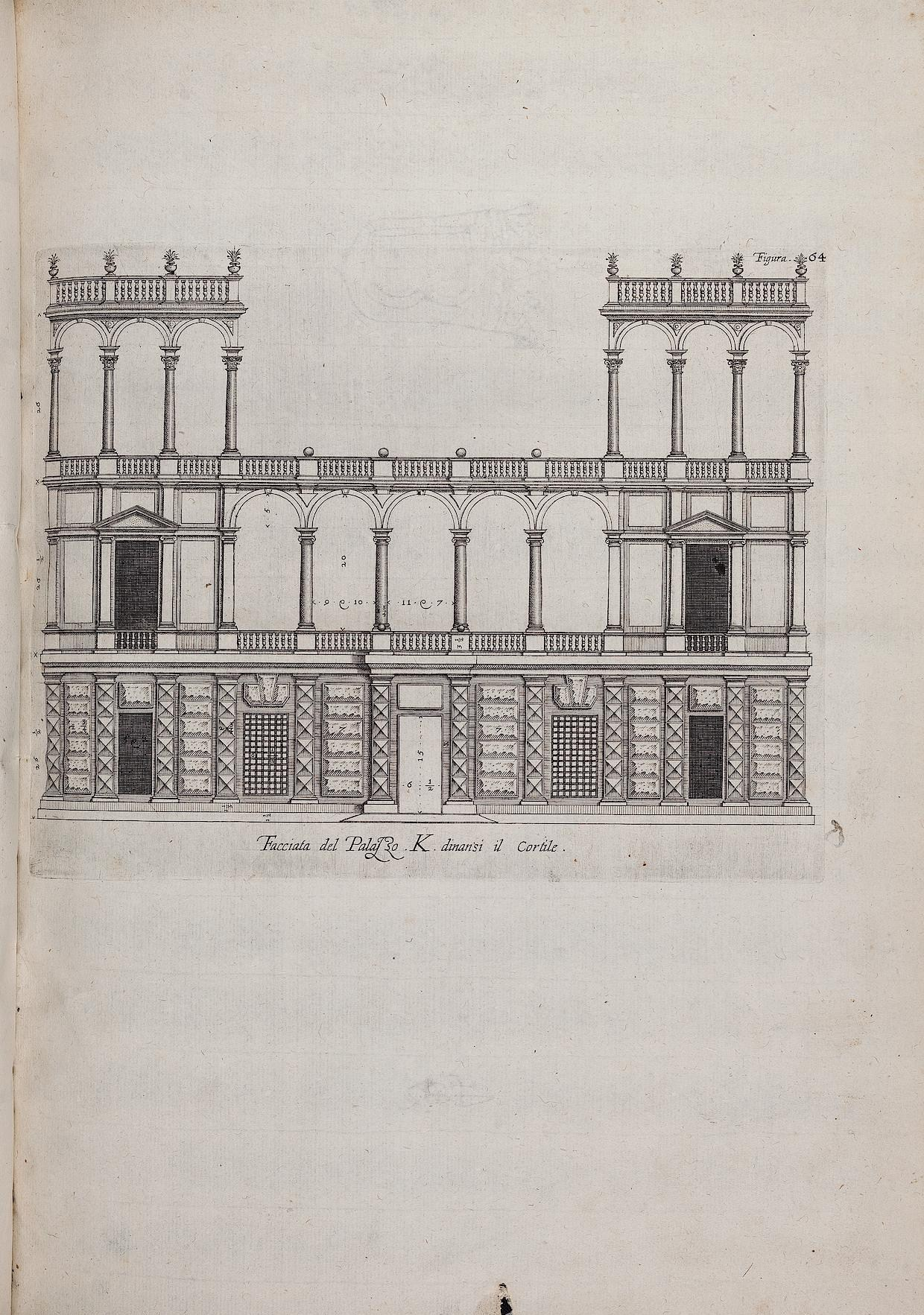
Rubens - Palazzi di Genova
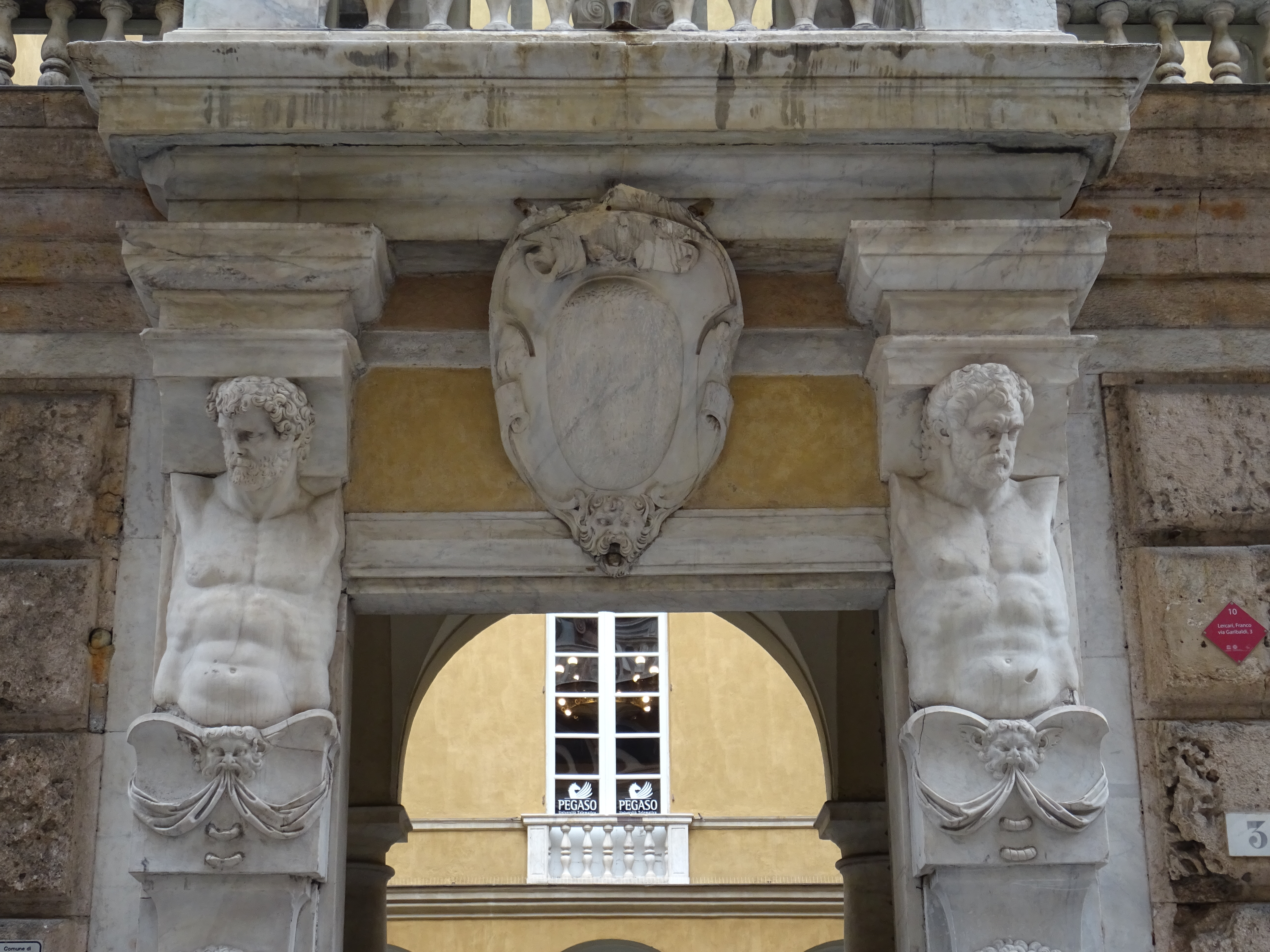
Taddeo Carlone, portale di ingresso
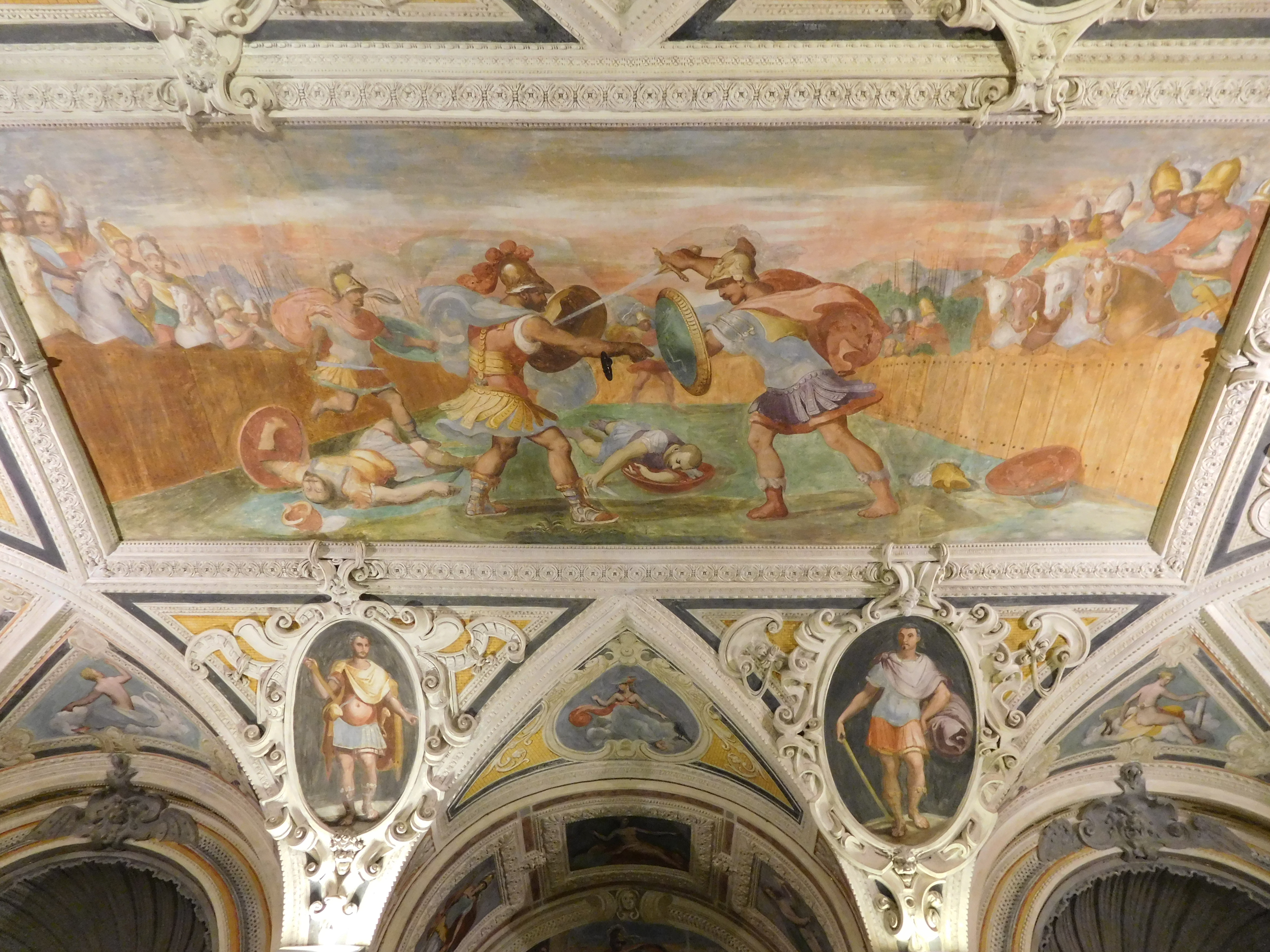
Lazzaro Calvi, Sfida tra Orazi e Curiazi
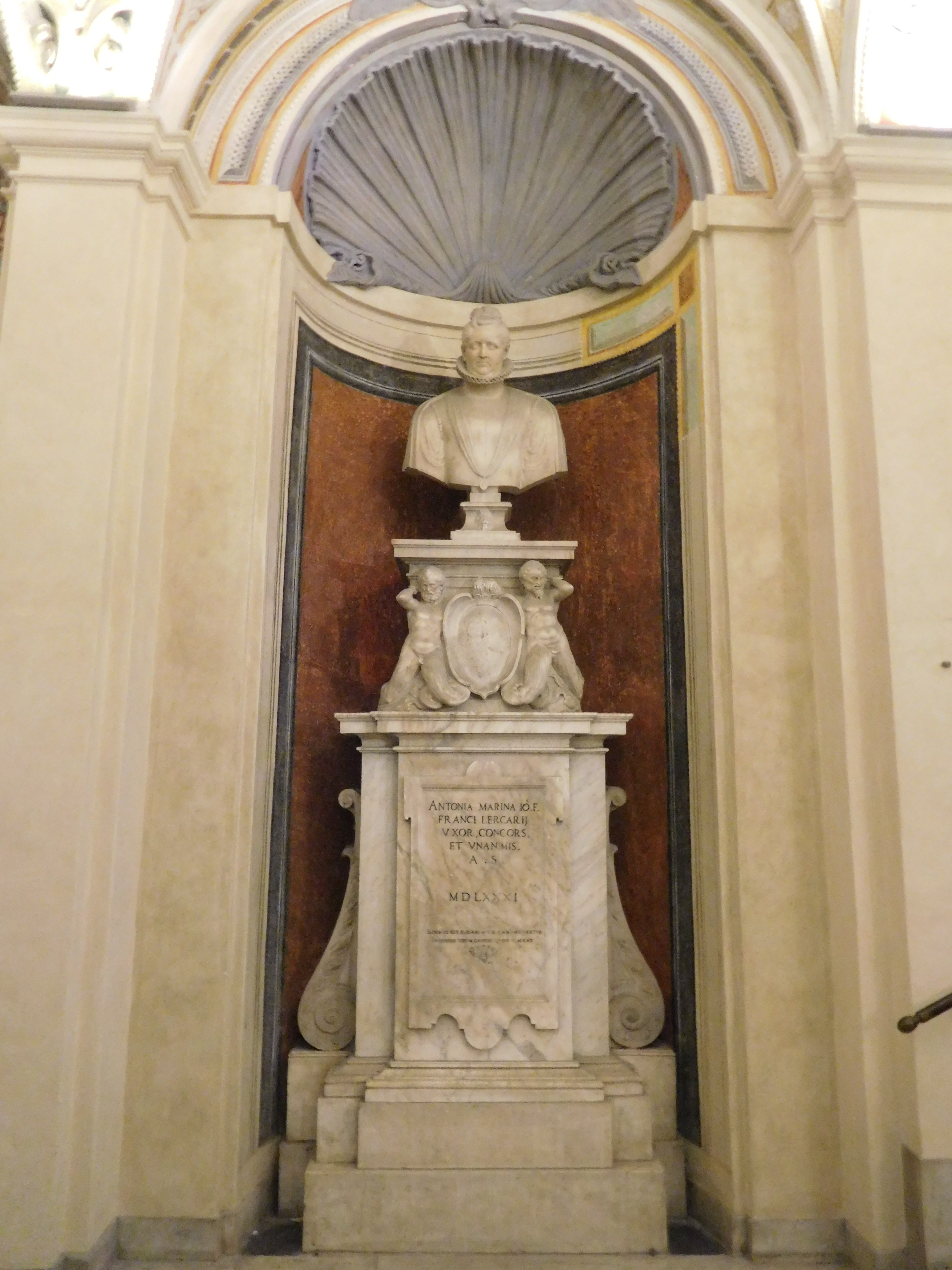
Busto di Antonia De Marini, di Taddeo Carlone
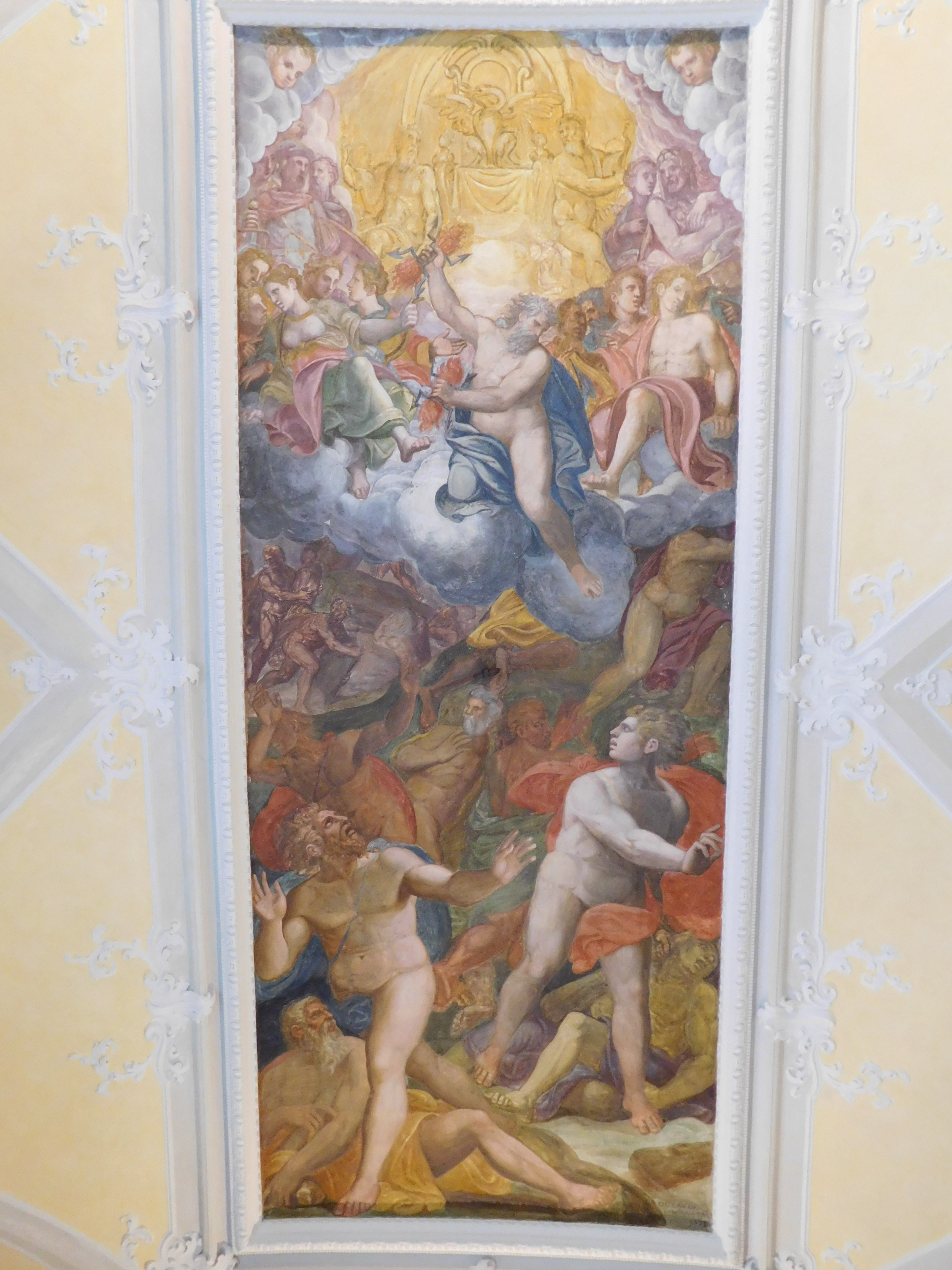
Gigantomachia di Ottavio Semino
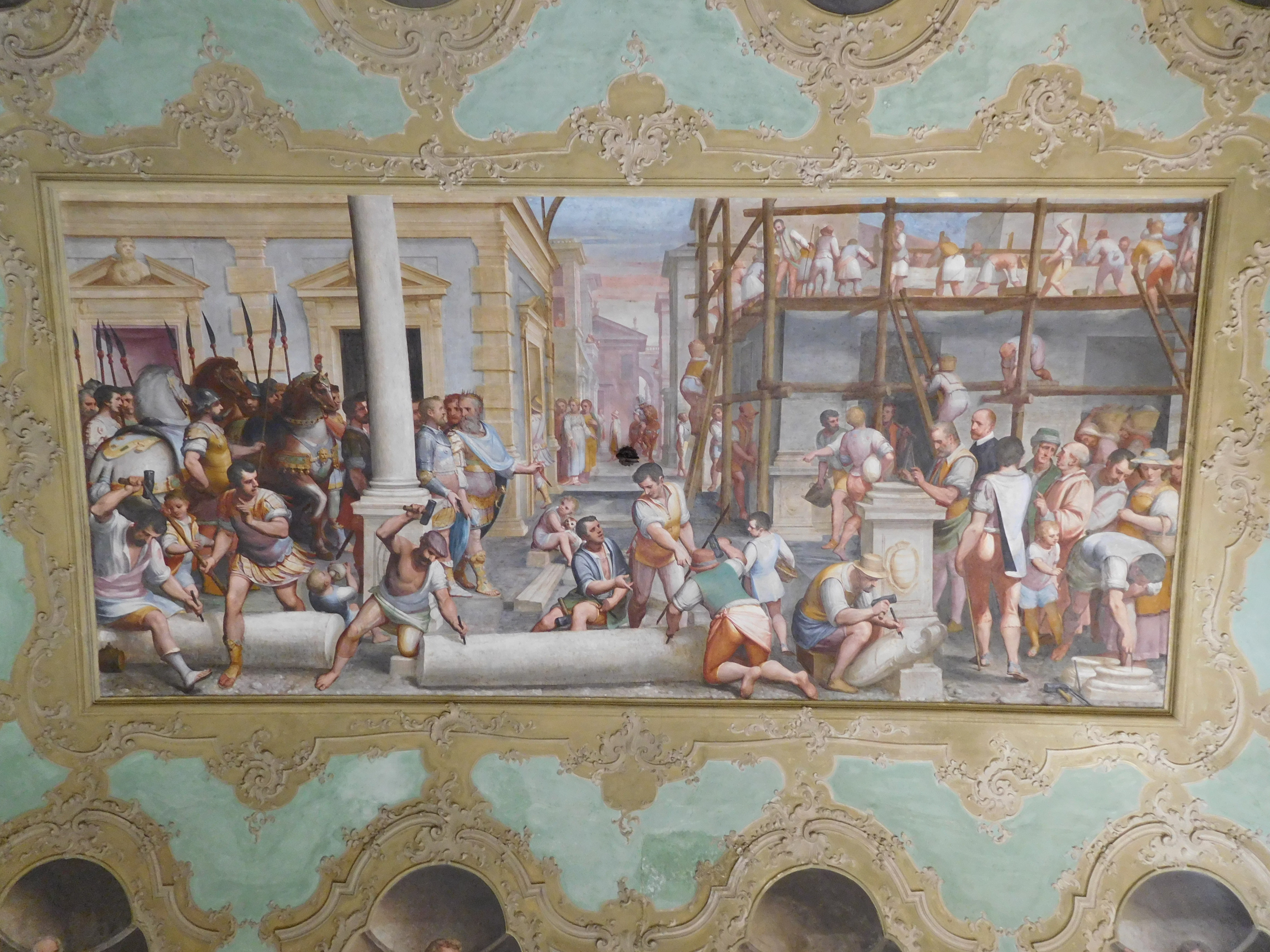
Luca Cambiaso, L'impresa di Megollo Lercari a Trebisonda
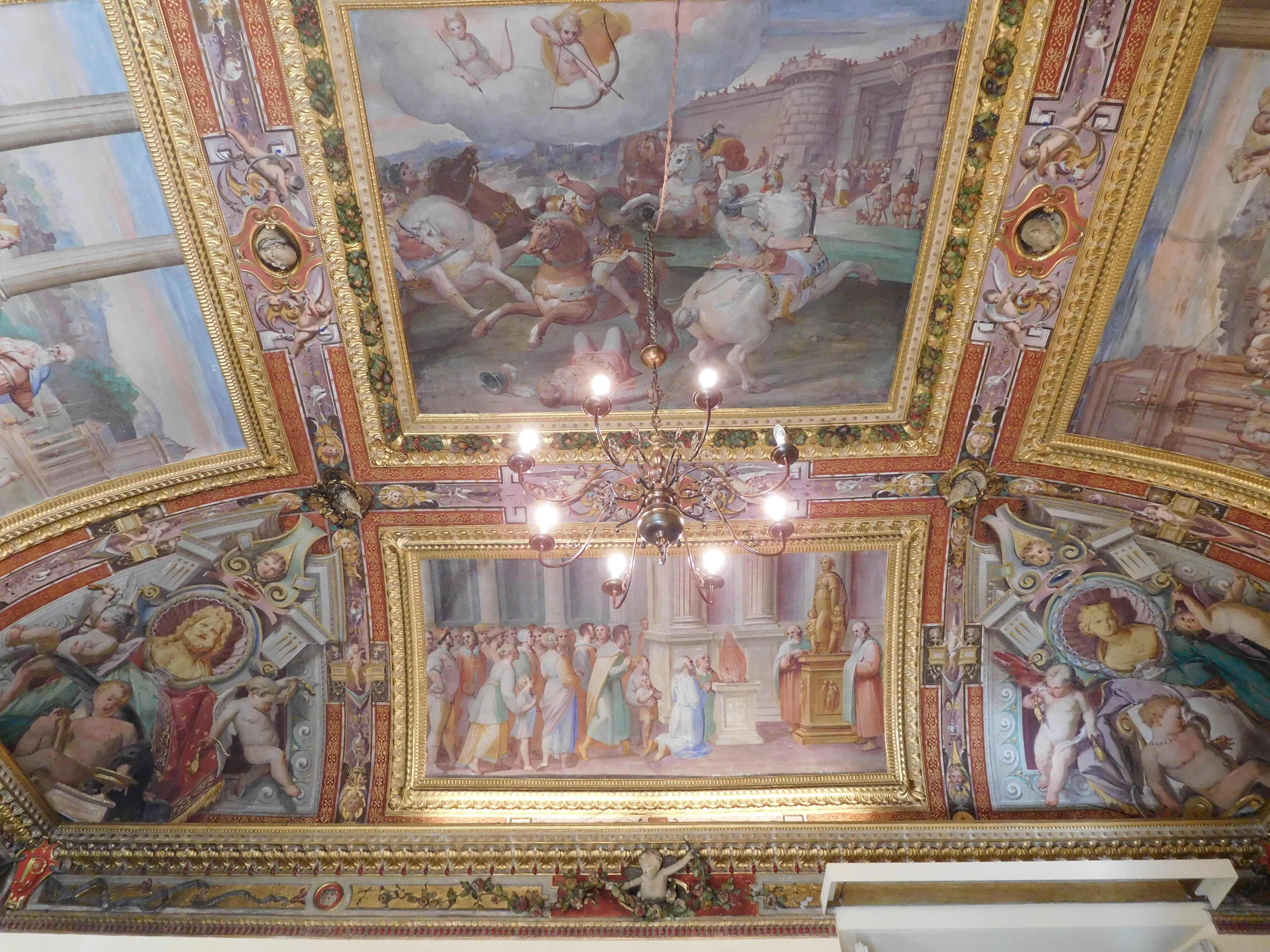
Luca Cambiaso, Storie di Niobe